# Ao Fundo desta Estrada
 Ao Fundo desta Estrada  é um documentário de 1981 dirigido por Ricardo Costa. Filmado na aldeia de Videmonte,  na Beira Baixa, a pouco mais de trinta quilómetros da cidade da Guarda – é o quarto filme da tetralogia de longas-metragens Homem Montanhês, série toda ela concebida em narrativa não linear (i.e. não sujeita a uma ordem cronológica). O terceiro, Longe é a Cidade (1981), é um retrato do quotidiano das gentes da Moimenta, aldeia fronteiriça com a Galiza, próxima de Vinhais e a cerca de cinquenta quilómetros de Bragança. O segundo, Pitões, Aldeia do Barroso (1979) centra-se em Pitões das Júnias, no Alto Trás-os-Montes. O primeiro, Castro Laboreiro, é filmado na vila de Castro Laboreiro, no Alto Minho. 

## Temática
A vida das gentes da aldeia de Videmonte é retratada no seu dia a dia. É lugar despovoado, por efeito  do fenómeno da emigração na década de sessenta   , que atingiu Portugal de forma dramática, tanto aqui quanto em todas as povoações da trilogia Homem Montanhês. A aldeia mantém no entanto as características sociais e culturais que a mantiveram viva durante muitas gerações. O tema da frágil relação entre a vida e a morte é uma das questões cruciais que animam a narrativa : vida e morte não só de pessoas mas também de práticas e de tradições milenares que animaram desde sempre os povoados da serra. Covilhã, Manteigas, Seia, Gouveia, Pinhel, Guarda e Penamacor fazem com que a Serra da Estrela caminhe ao longo de cerca de mil anos trabalhando a lã, fiando e tecendo um património arqueológico-industrial único.

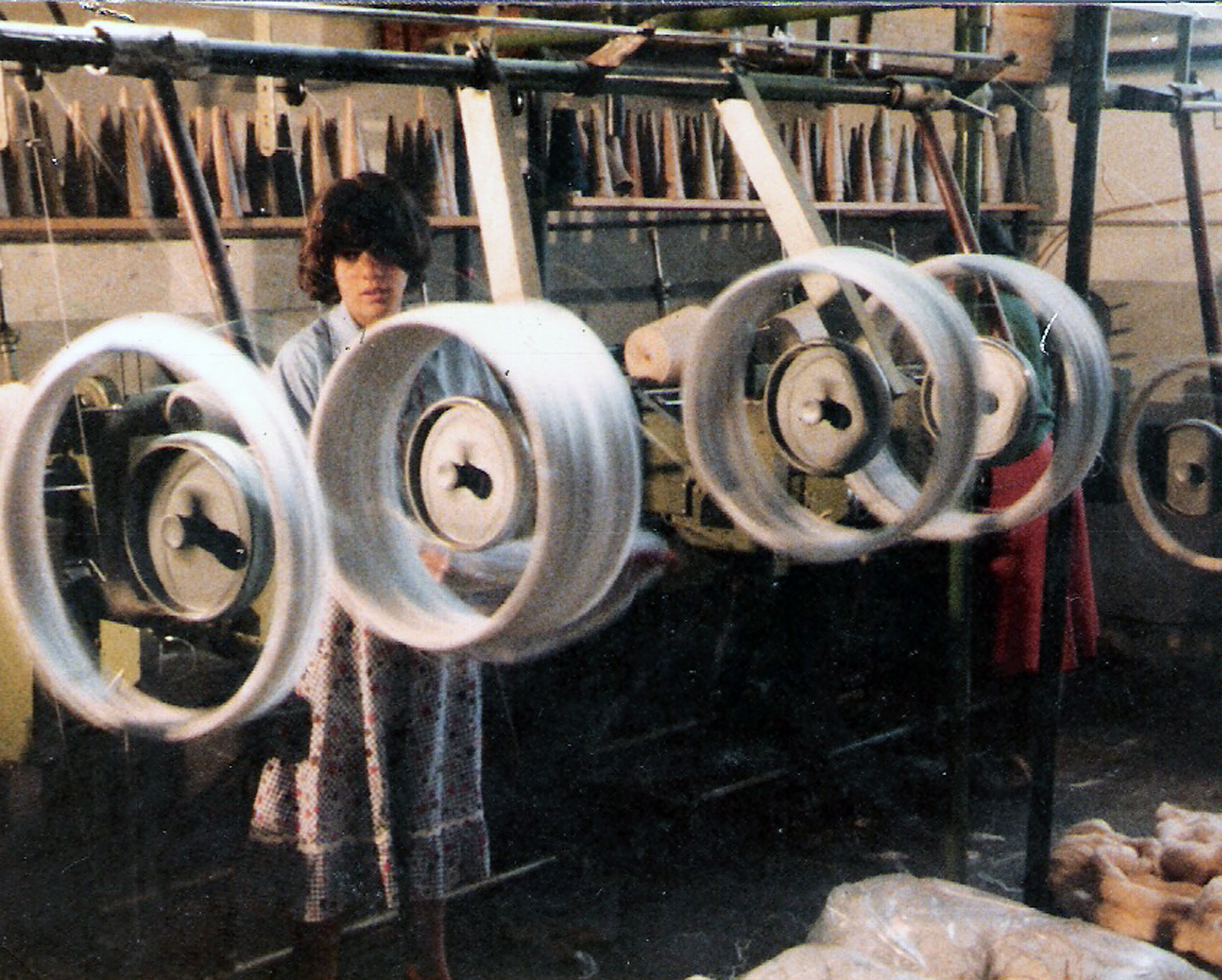
Jovem operária trabalhando ao tear

Em 1916 a indústria têxtil era a mais importante. Após a II Segunda grande Guerra a indústria de lanifícios atinge um novo apogeu produtivo. A partir de 1970 verificam-se encerramentos e a reestruturação tecnológica provoca uma crise social profunda». 
Na segunda metade do século XVIII, os rebanhos de ovelhas e respectivo pastoreio, com rotas bem definidas, levam ao desenvolvimento da indústria têxtil em Portugal, iniciado pelo Marquês de Pombal. Aproximam-se pólos como os da Guarda e de Portalegre, antes mais afastados, devido à distância bem maior de outros centros bastante mais activos, instalados a ocidente, próximo da faixa litoral. A Beira Interior e o Alto Alentejo irão tornar-se assim as zonas de produção lanífera mais reputadas do país. 
Paralelamente à indústria de tecelagem, em pequenas fábricas que sobrevivem aqui e ali em recantos propícios das montanhas, subsistem também pequenas indústrias do queijo, em grande parte caseiras, que deram nome ao muito procurado Queijo da Serra. Parte de um todo mais abrangente, o da cultura popular, Ao Fundo desta Estrada dá-nos a ver como se vive e até onde se vai por estas luxoriantes paragens, bastante diferentes das de Trás-os-Montes, muito mais rudes.